# 東深供水工程

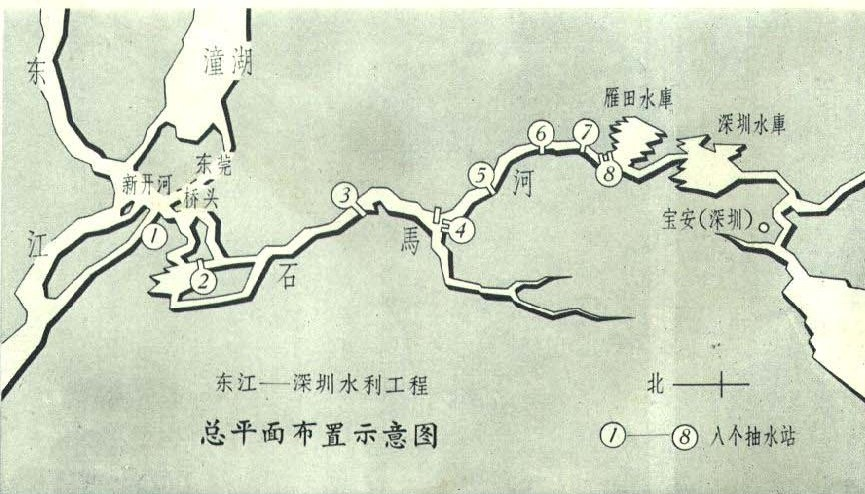
1965年的东江深圳水利工程图表

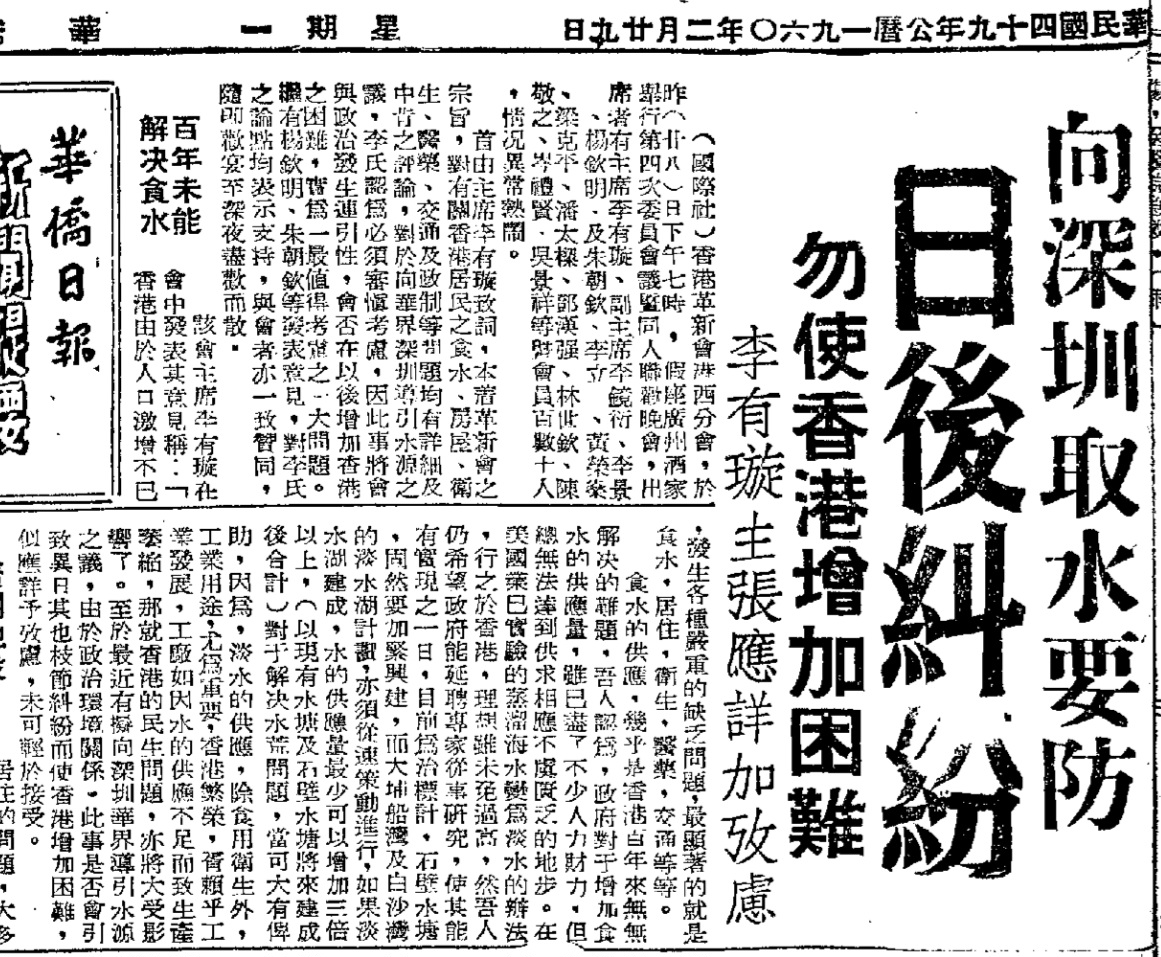
《華僑日報》在1960年2月29日報導香港革新會表示香港可向中國廣東省尋求供應淡水，惟必須顧慮日後與華界因為政治等問題發生糾紛，繼而增加香港面對的困難，故此仍是須要強化香港的水源基建，還建議港府要留意海水化淡技術的最新發展

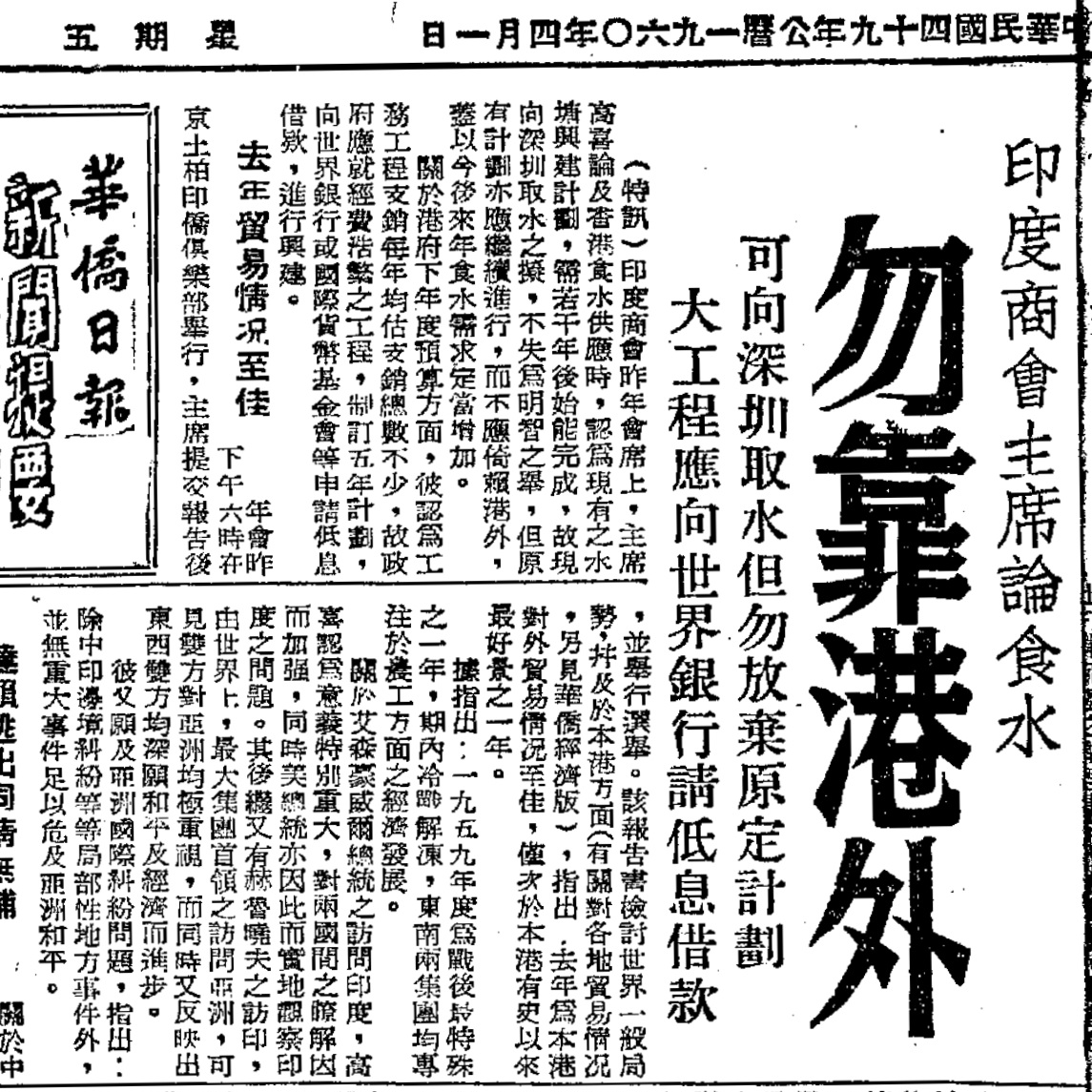
《華僑日報》在1960年4月1日報導香港印度商會表示即使從中國廣東省輸入淡水，也要推進原定的水源基建計劃，以保障供水的穩定性，對於開支龐大的水務基建工程，港府應考慮向世界銀行或國際貨幣基金組織尋求低息貸款

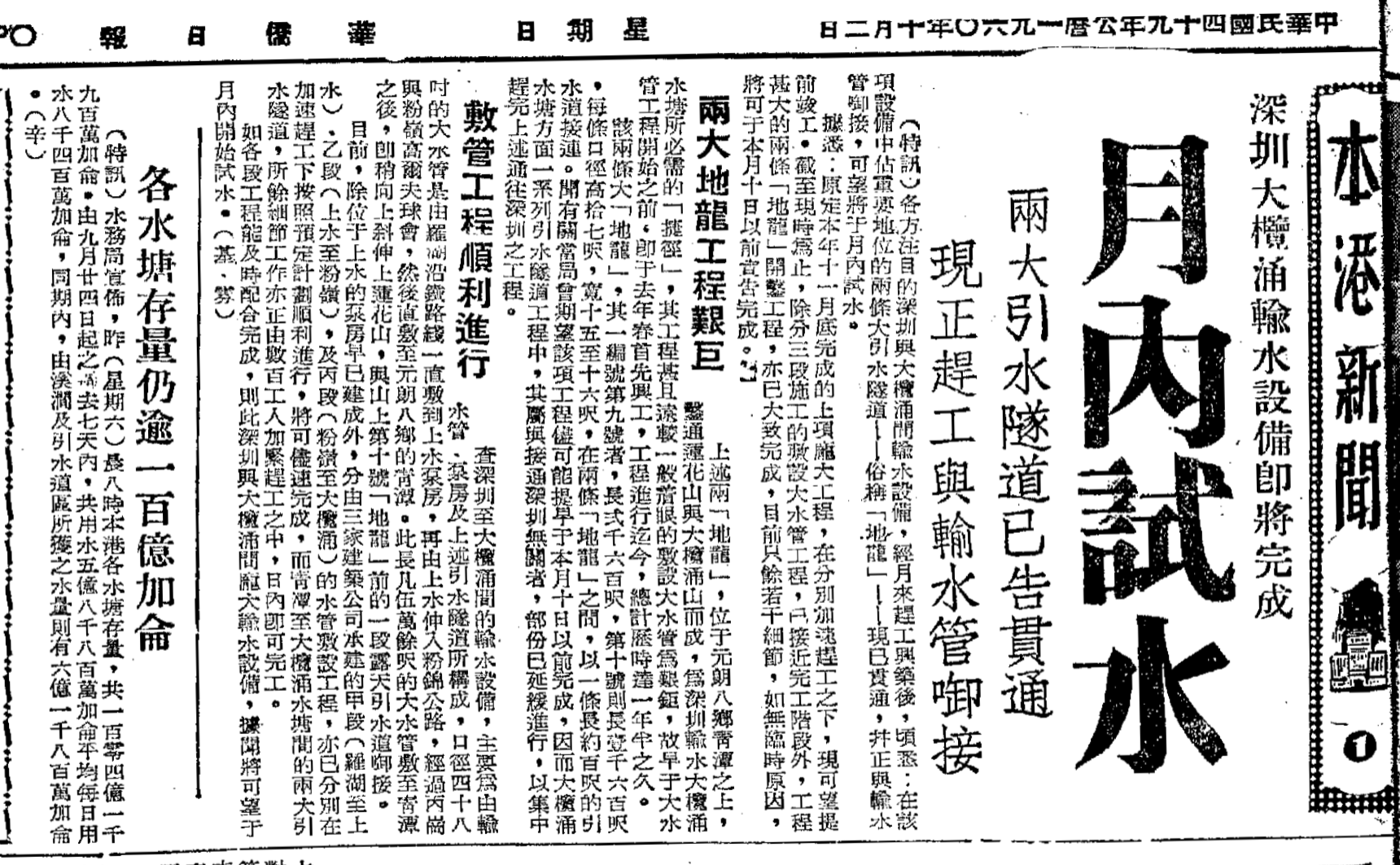
《華僑日報》在1960年10月2日報導香港境內由香港深圳邊界接駁至大欖涌水塘的輸水工程即將完工及展開測試，此時廣東省境內的東深供水工程仍未動工，至於香港政府向廣東省政府採購淡水的協議是在1960年11月15日簽署，因此香港境內接收跨境淡水的輸水管道及隧道早在簽署協議前已完成，並非在簽署協議後港府才規劃動工

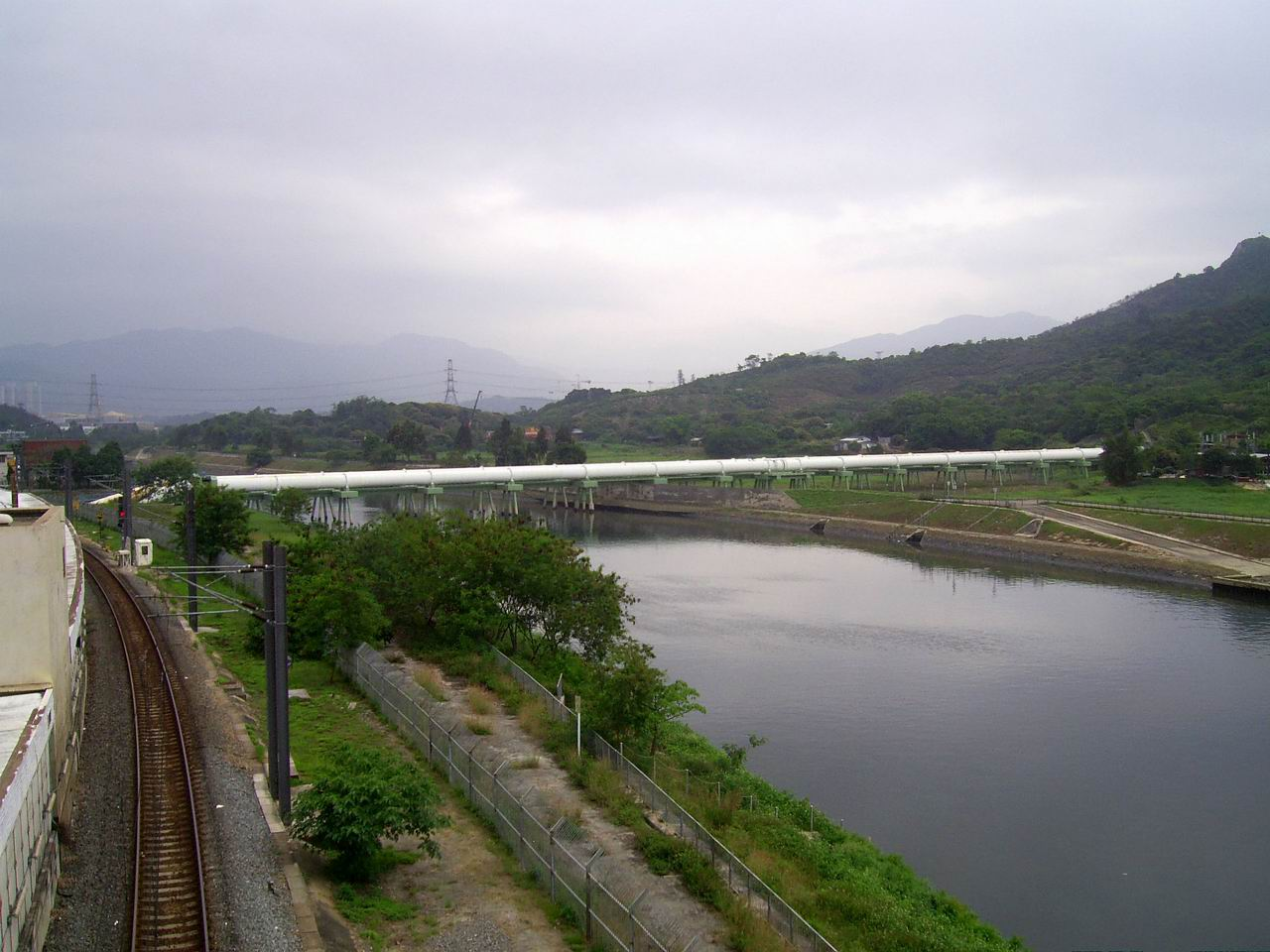
橫跨深圳河支流梧桐河的東深供水工程輸水管

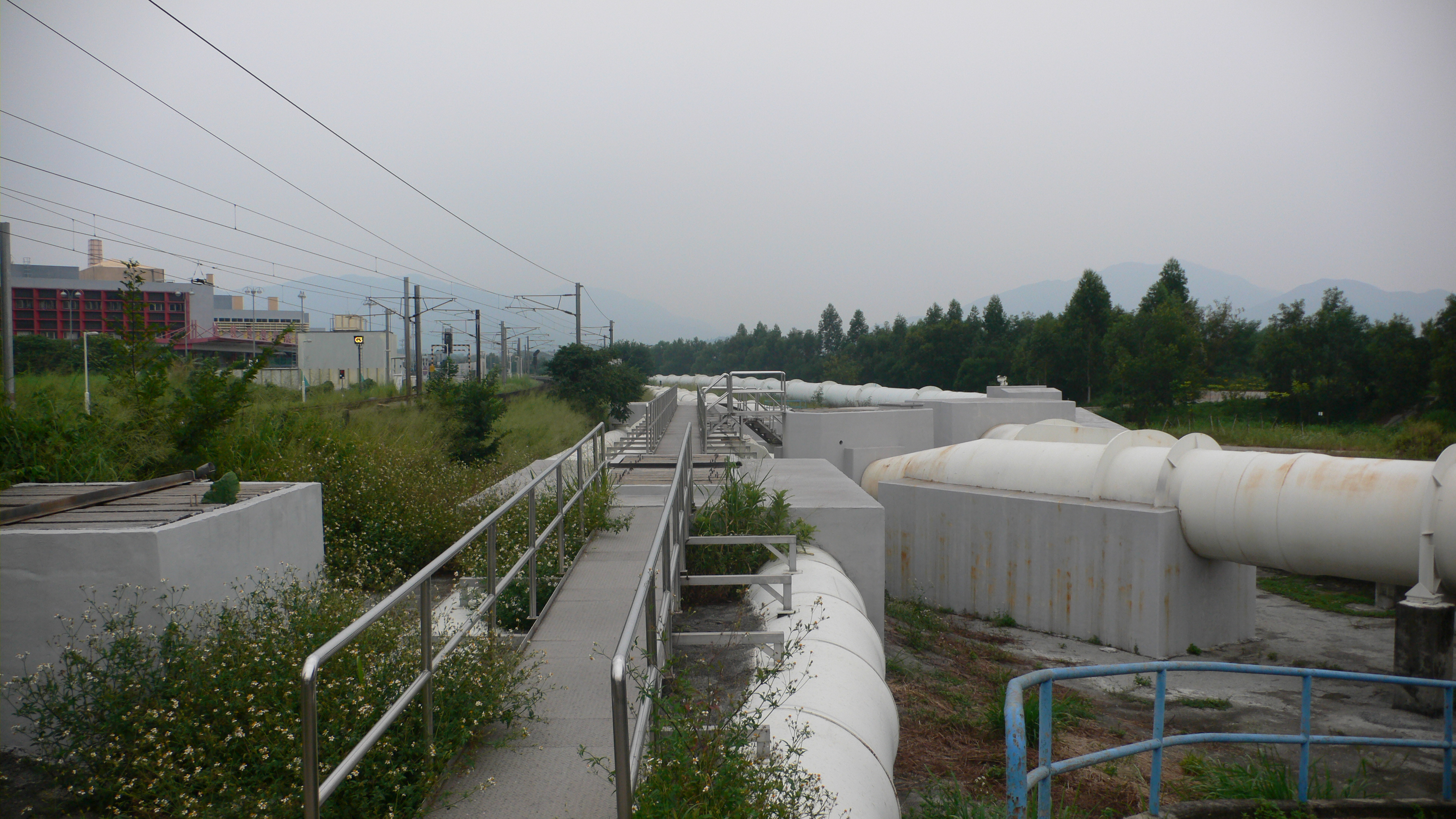
香港境內東深供水工程輸水管

東深供水工程，全称東江深圳—香港供水工程，或簡稱东江—深圳供水工程，其是跨越广东省东莞市和深圳市境内，水源取自東江，是香港供水的大型調水工程，因而俗稱「東江水」。該項工程，是以1959年中華人民共和國計劃在鄰近香港的深圳興建水塘為發端，而作為中華人民共和國全域水利工程一部分的特定水源政治計劃。在1960年計劃初定後北京即經廣東省政府向英方提出此項水利工程。時任港督柏立基評估認為，該工程實為中國共產黨的跨境戰略，不過鑑於當時香港確有尋找額外水源之需，英國方面便接受此項計劃，但同一時期亦計劃在香港自行興建大型水塘以維持水利自主。
1960年代時英國曾盡其所能增強港英在地自身的供水系統，務求制衡跨境水利潛在的主導力以增大港英自主性，如在簽訂雙方供水工程合約之時，是拒絕掉中方原提出向香港免費供水的提議，反堅持按價購買內地食水，以表此項協定純屬經濟交易而不是政治恩賜；時雙方交涉時，英方也限於以港英政府與廣東省政府間接洽為重，以避免供水計劃成為國家層面間事務。時英國方面，亦反對公開中國大陸供港食水在後續逐步增加的協定，以保可繼續在港興建水塘，並迴避在地居民藉該工程存在而反對在地水利工程，不過早在1960年2月港府與廣東省政府仍在談判供水協議之時，香港政界及工商界均公開表示港府必須考慮兩地日後發生糾紛而引起的供水困難，建議應訂立合約購買指定的水量而不是難以保障供應量的免費供水，也提到計劃中的新水塘不能放棄建造，還建議港府應留意海水淡化等技術來提升香港供水的穩定性，由此可見香港內部對於跨境引入淡水早有顧慮。

## 沿革
在香港開埠初期，香港一直倚賴山澗水及雨水作為主要水源。水務署成立後亦建成了多個水塘及水庫（不計私人水塘）。但隨著人口壓力及多次旱災出現，維持全日供水在人口激增的1950年代日趨困難，香港政府自1920年代已構思從廣東省購入食水以增加水源，並且在1957年大欖涌水塘完工後，加建連接到港深邊界的輸水管道，準備將來接收廣東省的供水。1960年11月15日港府與廣東省政府達成購入食水的協議，1961年2月1日香港首次輸入廣東省淡水。將東江水引到深圳的工程，於1963年由時任中國國務院總理周恩來批准動工。
近年東江水的污染及供水過剩情況一直極受粵港兩方關注。按2010年實際輸入6.81億立方米的東江水計算，實際水價為每立方米4.6港元，比馬來西亞售予新加坡的水價（每千英制加侖0.03馬幣）貴逾300倍。（新加坡須以原水價將處理好的淡水賣給馬方，新加坡稱這部份每日的補貼為70000馬幣，即約12萬5千港元。另外，馬來西亞供水新加坡的設施，包括水管、水庫、泵房等一律由新加坡興建及維修，並須繳付土地租金，然两国对于供水问题依旧纷爭不断）。
加上嚴重污染的淨化費用，東江水總成本每立方米7港元，若海水化淡的費用，《蘋果日報 (香港)》稱臺灣海水化淡費用是3.85港元，然根據台灣水利署報告，其成本視建設及營運在每立方米30-35新臺幣（約7.99-9.32港元），2006年，新加坡海水化淡費用是0.49美金（約3.8港元），年，美國加州海水化淡費用是0.46美金(約3.57港元)，年，以色列海水化淡費用小於0.4美元（約3.1港元）， 之下，費用只是東江水的一半，而且價格有下跌的趨勢。而天津日产100万吨的淡化厂投资雖達170亿元，但當中包括了超過200公里長的輸水設施，输送到北京的成本为8元，其长距离输送情况与香港类似。有報導指沙特，海水淡水日产量为300万m3，与香港用水量(約每日250萬m3)相若，累计投资高达1630亿里亚尔（约合435亿美元），超过香港新机场和高铁的整体造价。。2010年，日本與南韓組成財團投得在沙特的海水化淡建設項目，價值$18.92億美元，即港幣147.6億，卻已能每日生產1.025百萬m3的水，也就是說，如有三個同樣設施就已經可以滿足香港用水需求有餘，所需資金只是442億港元。但所谓的低成本都是利用了火电余热淡水，相当于能源成本极低，与香港能源产业情况不同，大模铺开不可行。
中国大陆对水源地的生态效益的经济补偿一直在讨论完善中，即由国家协调建立一种流域上下游区际生态效益补偿机制。华南环境科学研究所马小玲研究员认为建立生态补偿机制就是要使得生态补偿能持续、稳定地进行。而跨省的补偿也一直不是很健全，为了保护东江源，江西省关闭了很多工厂。保护生态的效益香港需要向广东提供补偿，但最初几十年江西都没有从广东或香港得到很好的补偿。江西省方面经过长期的协商，双方才达成协议，广东从香港提供的资金收益中划拨一部分资金作为东江源的生态补偿。
香港中联办前主任张晓明在谈及供水时也说：供水工程是凿山劈岭架管搭桥将位于东莞水源地的水位提高了46米后倒流83公里而进入深圳水库，再经过输水涵管输入香港的。沿江当地政府沿着水库修筑十几公里的防护林，对库区实行全封闭管理，武警边防官兵一天两次巡逻，有关部门每天对供港水质进行检测。50多年来水质一直稳定保持在优于国家二级水源标准以上。供水不只是用钱算账的问题，东江水沿途有深圳东莞等工业突飞猛进，而河源惠州等地也渴望发展，但都保护着向香港供水。供水工程是香港经济当年获得快速腾飞的最重要补给。
2015年立法会大会继续辩论财政预算案时民建联蒋丽芸炮轰人民力量议员陈伟业指政府多余东江水“倒入海”浪费公帑之说“乱七八糟”，声称特区政府已指去年没有出现浪费东江水情况，过去5年亦没有将东江水排出大海或浪费，但根據香港水務署年報(2014-2015)，2014年香港的東江供水量為7.24億立方米，比香港政府每年購買8億立方米東江水的數量為低，顯示蔣麗芸的說法有誤。对于陈伟业指东江水受污染，斥内地“将屎水给香港人饮”的说法，蒋丽芸大表不满，声称东江水距离香港80多公里，输水系统全是密封式水管，确保香港人饮用水所订最高标准，每年维修、运作、电费昂贵，“内地把水蚀本卖给香港，希望大家有时饮水思源，你饮得人水就要感恩，不要讲风凉话”，虽2010年聯合國已通過將飲用潔淨水定為基本人權的議決，並承認水作為一項人權「一種法律權利，而不是一種商品，或是一種具施捨性質的服務」，无需感恩的說法，惟缺水地區依賴他人供水，這樣的依賴關係並非“聯合國人權”之類云云就可以簡化成“應該”同“理所当然”。
2018年，立法會議員（民建聯）考察以色列海水化淡廠，並在臉書表示支持香港興建海水化淡廠。李嘉誠和記黃埔在2008年與IDE Technologies共同成立索萊克項目，在2013年開始在以色列營運索萊克海水化淡廠，每立方米水成本只需4.5港元，2015年更降至3.9港元，比東江水平近一半。
2020年12月21日港府與廣東省簽訂新一份購買東江水協議，2021年至2023年三年港府分别斥资48.21億，49.5億，50.16億合共斥資147.87億港元買水，每年水價將按節省的水量作出扣減, 最低每年東江水取水量6億1500萬立方米, 最終供水量維持每年11億立方米.較上一份3年合約144.21億港元貴2.5%，換算成年化數據即爲每年上漲約0.82%，由此可見，東江水價的不斷持續上漲，但仍低於近年内地和香港通脹率。令特區政府用在購買食水的公帑不斷增加，使公帑無法好好運用之餘，更同時造成了公帑和食水的浪費。

## 背景

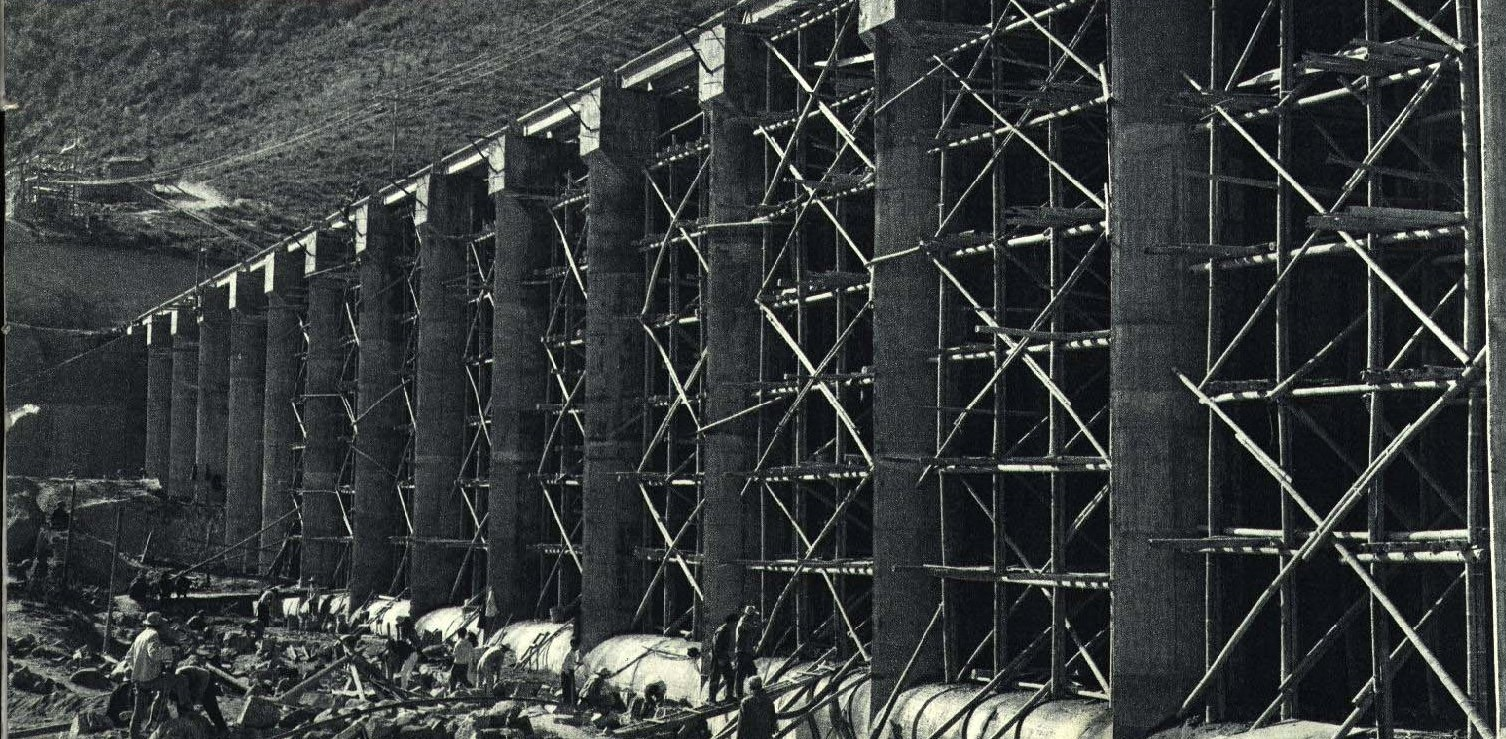
1965年的妈滩拦河闸坝

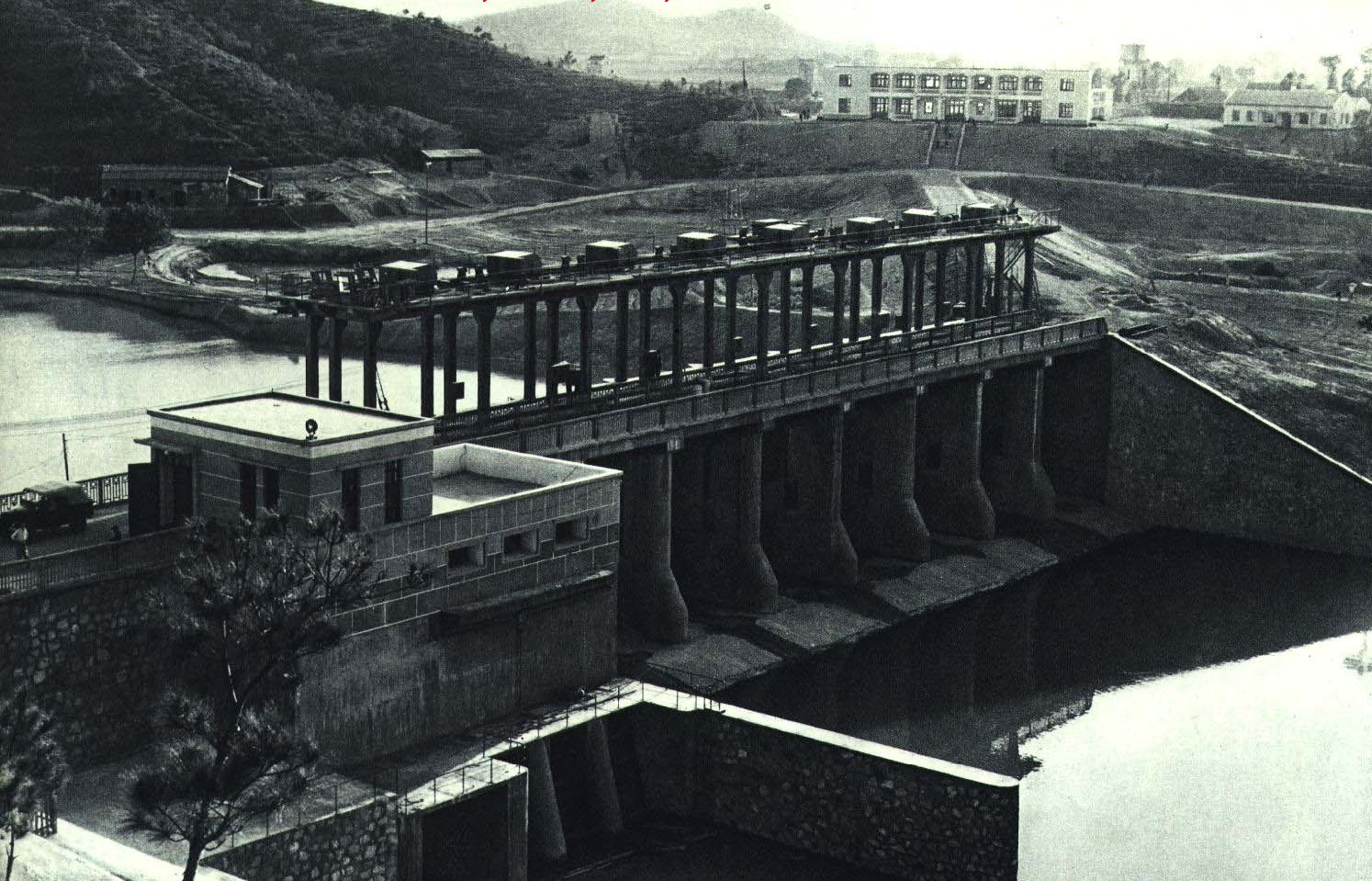
1965年的塘头厦

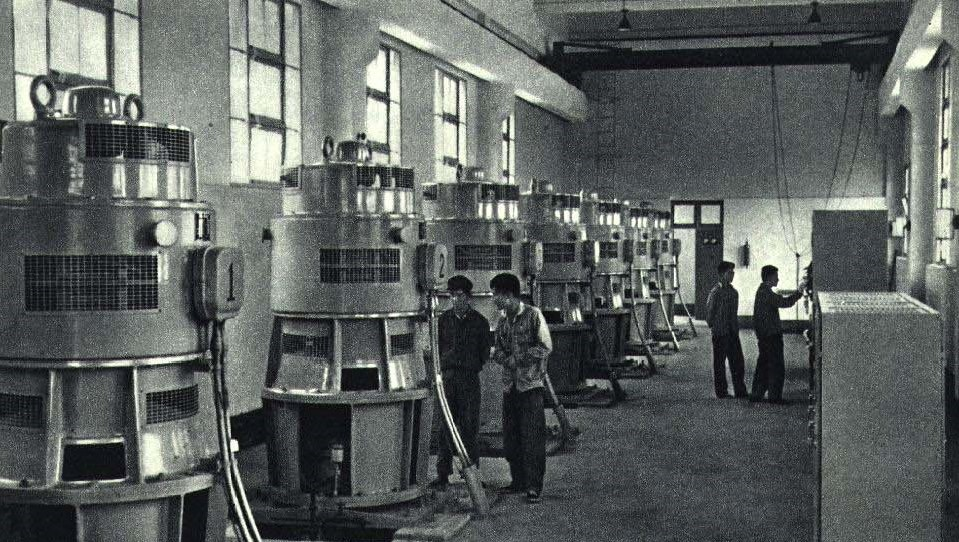
1965年的司马抽水站

為深圳供水的東深供水工程經中國國務院總理周恩來批准動工。1959年11月15日，深圳水庫正式動工，工程過程採取人海戰術。重點是主副壩的鋪土碾壓工程，當時除了壓土機之外，取土運土幾乎全部都是靠鋤頭、鐵鍬、肩挑和手推車，原計劃高峰時只有一萬多名工人，後來為保證在雨季前能完成主壩土方工程，決定增加民工，當時任佛山地委書記兼寶安縣委第一書記的李富林限3天內從各人民公社抽調2萬多名民工到深圳水庫，即總人數達到近4萬人。
工地的工棚只能住1萬多人，一下增加到近4萬人，準備的時間只有兩三天，實難應付。最後只好在工地的周邊地段搭蓋簡陋的小工棚，上面用竹枝架起鋪蓋稻草，地下也鋪上稻草，席地而睡，算是解決問題。
1960年3月4日，近一公里長三十米高的主副壩土方工程終於完成；3月5日上午11時，舉行慶功大會，共兩萬人參加，當中包括馬師曾、紅線女等人出席。
香港政府在1957年大欖涌水塘完工後，雖然尚未與中國當局達成供水協議，但港府當時已開始鋪設由大欖涌水塘至邊境的水管，並開挖輸水隧道，為接收跨境供水做好準備工作。1960年9月，香港境內接收跨境輸水的管線及基建工程已經完工，可將中國廣東省的供水由羅湖經水管及輸水隧道輸送到大欖涌水塘，只在等候中國廣東省完成供水管線及中國當局批准接駁跨境輸水管。
不過，遲至1960年11月15日，香港政府才首度與廣東省達成協議，每年由深圳水庫向香港提供50億加侖（2,270萬立方米）食水。1963年，雙方達成共識，興建東江──深圳供水工程（東深供水工程），但計劃受到1963年的天旱延誤。廣東省人民政府也讓香港自珠江口，本流去大海的淡水，自行取水，再用人民幣$0.1 一立方米賣回給香港使用和飲用。
1963年6月10日，周恩來代表審閱中共廣東省委《关于向香港供水问题的谈判报告》，中共中央則在6月15日發出《关于向香港供水谈判问题的批复》，指出： 我们已经做好供水准备，并已发布了消息，而且已在港九居民中引起了良好的反应:559。到1963年底周恩來離開中國大陸前停留於廣州、聽取時廣東省水利電力廳刘兆伦廳長詳細匯報還有中共廣東省委、省政府的意見，同意該工程項目運作。而細節上，「中国政府将承担全部工程的设计和修建，并负担全部费用」。
到1964年1月24日，時英駐華代辦賈維代為回覆港英政府意見予時外交部西欧司司长谢黎，表示香港政府歡迎中國方面修建東江至深圳水庫水道而有更多供水的可能性，並會安排必要的技術層面會談。1964年4月，國家計劃委員會、财政部同意将該工程列入1964年國家基建計劃，撥付 1964年上半年東深工程投資1,200萬元，並相應增加廣東省的基建預算。
1964年4月22日，雙方正式簽訂協議，同意自1965年3月起，廣東省每年向港方出售不少於150億加侖（6,820萬立方米）食水，每天最高供水量可提高至6,200萬加侖，售價為每立方米人民幣1角，即1.06港元1,000加侖。
豈料中國大陸在1966年發生文化大革命，香港的左派隨後於1967年在香港發起六七暴動，當年香港更禍不單行遭逢天氣乾旱，春夏缺乏降雨，港府需要制水減慢存水消耗，然而鬥委會等左派團體卻將食水當作鬥爭及對港府施壓的手段，由於文革造成中國大陸行政混亂，香港旱災期間中方沒有回應港府增購供水，旱情至1967年8月中旬因颱風「愛莉斯」及「姫蒂」為香港帶來豐裕降雨，才得到舒緩及恢復全日供水，經過1967年的旱情後，由於中方對香港供水一度受到政治運動影響，港府不敢對跨境輸水過於依賴，港府當時亦考慮海水化淡的方法來取得淡水，並且在荔枝角焚化爐進行測試。樂安排海水化淡廠在1975年啟用，但因為當年的海水淡化技術成本過高，而且文革在1976年結束後，中方供應東江水恢復穩定，對海水化淡廠的需求下降，並於1982年關閉及停用，東江水成為香港第一大水源。
1978年，中國大陸實施改革開放的同時，香港政府與廣東省當局達成新協議，廣東省當局同意將年供水量由1979年的1.45億立方米逐步增至1982年的1.82億立方米。雙方又在1979年12月進一步磋商，並於1980年5月簽訂附加協議，根據該協議，廣東省當局同意在1982年後進一步遞增對港供水量。該協議於1981年10月修訂，並於1982年再作修訂。根據再次修訂的協議，雙方同意廣東省在1982年為本港提供2.2億立方米食水，其後每年可增加供水量，直至1995年。1987年，雙方亦達成協議，並訂明廣東省會在1989年至1995年期間進一步遽增每年對港供水量。
廣東省當局在1989年和港府簽署長期供水協議，為香港提供足夠下個世紀初所需的食水。協議規定供水由1995年的6.9億立方米，續年增加，在2000年時已達到7.8億立方米。供水系統現時的設計最高供應量是每年11億立方米。
不過，由九十年代起，香港工業北移，用水量顯著下降。經長時間商議後，港府與廣東省當局在1998年達成協議，雙方同意1998年至2004年內供水量的每年增幅可減少2,000萬立方米。結果，這七年內的總供水量累積減少了5.6億立方米。廣東省方面也同意有關每年最終供水量11億立方米的條文會維持不變，而達到這個最終供應量的時間可適當地延遲，並會進一步協商。
在每年的香港政府財政預算案當中預留24億元作購買東江水之用，佔香港HK$1.3萬億本地生產總值的0.15%。隨著人口增長較預期少、香港工業北移，港府仍基於合約規定，每年必須購買最少約8億立方米東江水，耗公帑逾24億元，在1998年至2003年期間已把約值30億港元的東江水排入大海，引起公眾譴責。
自2006年起，東江水供水協議均採用"統包總額"方式。根據這種方式，港府每年向廣東省方面支付一個固定水價款額，以確保即使在百年一遇的極端乾旱情況下，也會有可靠和靈活的東江水供應至每年的供水量上限，以應付香港實際需要。在協議下，每日供水比率會有較大靈活性，以配合於本地收集所得的雨水在季節上的變化，這會使香港能更妥善控制水塘的存水量，從而更有效地減少水塘滿溢情況，並節省抽水成本。現行協議亦保留每年最終供水量11億立方米的條文，保證了香港長期獲供應東江水，以配合未來發展，而達到這個預計供水量的目標日期則會進一步檢討。

## 工程

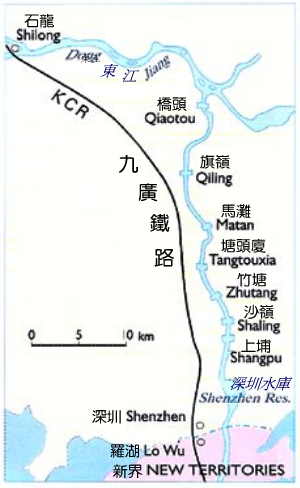
東江水輸港地理資料

東深供水工程，引東江水南流至深圳市，需將其中一條原本由南向北流入東江的支流──石馬河變成一條人工運河，河水由下游抽回上游，逆流而上，工程因而相當艱巨。1963年，工程展開，經八級提水，將水位提高46米後，注入雁田水庫，再由庫尾開挖3公里人工渠道，注水至深圳水庫，再由深圳水庫直接供應香港。東深工程運河起自廣東省東莞市橋頭鎮，流經司馬、旗嶺、馬灘、塘廈、竹塘、沙嶺、上埔、雁田及深圳等地，全長83公里，主要建設包括6座攔河閘壩和八級抽水站。工程於1965年1月22日完成，3月1日開始向港供水。除供港外，還灌溉沿線農田16.85萬畝，排澇6,000畝，每年向深圳沿線城鄉提供3,000萬立方米生活用水。
東江水抵深圳水庫後，經兩條橫跨深圳河的水管，輸入位於邊境木湖的接收水池，然後再輸往木湖抽水站。換算成金額，工程費約3800萬，而從第一年開始，已收取香港每年1600萬水費了。第一條自邊境鋪設之水管，1960年是在達成深圳供水協議後裝置，水管直徑48吋，全長約十哩，起自文錦渡附近，經石陂頭、粉嶺至距石崗一哩入大欖涌引水道止。1964年增設的第二條直徑54吋水管，起自文錦渡經梧桐河抽水站至大埔頭輸水隧道，與船灣淡水湖系統連接。該輸水管自梧桐河泵房經上水、粉嶺抵達大埔頭後，可經過泵房注入大埔頭，至下城門水塘輸水隧道轉沙田濾水廠，供應市區。
東深工程曾擴建三次，第一期擴建工程於1974年開始動工，1978年11月26日完工，主要是按原規劃加建7台抽水機及增建中小型水庫，工程費用達人民幣1,483萬元。港府為配合東深工程第一期擴建計劃，於1978年再斥資1.17億元改善東江供水計劃，第一部份在木湖興建一個新蓄水池及抽水站，加強輸入廣東省原水設備，第二部份是由梧桐河抽水站至船灣淡水湖興建輸水管，增加梧桐河抽水站抽水量。
第二期工程於1979年8月簽訂《東江──深圳供水工程第二期擴建規劃報告》協議後進行，主要是再擴大原工程在馬灘、塘廈、竹塘、沙嶺、上埔及雁田的抽水站，加高深圳水庫主壩1米，新建的工程則包括於新開河口興建東江抽水站，提高供水數量。1981年下半年，香港亦耗資1.5億，在木湖、大埔頭及粉錦公路興建三座抽水站，在木湖興建接收輸水設施，開鑿5.2公里長隧道及鋪設5,000米的水管，將接收廣東省供水工程列為十二年計劃的一部份。
1989年11月，開展的第三期擴建工程，維持二期工程的水位不變，擴建東江、司馬、馬灘、竹塘、沙嶺等抽水站及加建塘廈抽水站，將供水量增至17.43億立方米，最大提水能力約每秒69立方米，其中11億立方米原水供港，向深圳供水達4.93億立方米，沿線灌溉用水1.5億立方米。
1998年，廣東省人民政府建議興建一條全長83公里封閉管道，自東莞橋頭鎮直達深圳水庫，避免食水沿途受污染，短期內改善水質，預計工程需費47億元人民幣，當中港府提供24億元免息貸款，分20年攤還，廣東省同意減少東江未來供水量 5.6 億立方米。 該工程於2000年8月28日開始動工，第一期管道長50公里，由東莞太源至深圳雁田水庫，工程已於2003年6月正式啟用。

## 污染
相比较先前港府自珠江口引水，东深供水工程避免了海水倒灌造成的水质威胁。但早期污染問題仍然存在；2004年，當密封管道落成一年後，環保組織綠色和平於3月18日至19日，分別在密封水管的入口地帶抽取32個樣本，在源頭水樣本中，大腸桿菌超標3,200倍、部分樣本發現重金屬如水銀等，「污染程度猶如糞水」，化驗由香港標準及檢定中心受委托進行。
其中，位於東江水起點的太園抽水站，每100毫升水中含有120萬至320萬顆大腸桿菌，最高超標達3,200倍。即使在密封管道直接抽出的樣本，大腸桿菌亦達9.1萬至93萬不等，而氨氮最高含量亦達每升5.25毫克，超標近10倍。在小部分樣本中，零星發現含量超標的重金屬，當中包括鉛、水銀，其中一個在密封管道抽取的樣本，發現每公升含0.014微克的水銀，超標280倍，但其餘樣本再無此發現。
不過，水務署強烈反駁該份報告，重申本港食水可安全飲用，並質疑該環保團體抽水位置。發言人指：「我們根本不用反駁，我們有數字！」根據水務署化驗報告，自密封水管去年6月啟用後，他們在7月起至今年3月，在位於香港邊境的木湖抽水站抽樣，發現大腸桿菌每升水含量，大跌31.7%；氨氮含量更急跌84.6%，反映本港水質顯著改善。
港府與綠色和平數字為何出現嚴重分歧，有學者相信，有可能與近期「枯水期」有關。香港大學地理系副教授吳祖南表示，冬天水落石出，東江水已大為枯乾，令污染物較全年平均數為高，但他認為，即使只在個別月份水質特別差，亦會對市民構成影響，港府宜每月公布水質報告。綠色和平總幹事廖洪濤憂慮，即使水質只屬季節性惡化，但是港府為清理食水，將要採用更多化學物料進行消毒，市民最終一樣會喝進肚裏。他批評，自密封管道啟用後，鄰近東江、受嚴重污染的石馬河，水量急降，每遇潮水漲退，更可倒流至東江中游，污染東江源頭。去年廣東水利廳亦承認石馬河污染極嚴重，計劃整頓污染。
2006年，港府再次重申密封管道啟用後，輸港東江水水質在各方面都有顯著改善。 港府與廣東省人民政府設立緊急通報機制，透過電話及傳真將可能影響東江水水質的重大事故儘早通知對方，以便即時採取適當的控制措施和相應行動，確保供水安全。水務署亦已制定一系列的應變措施，以應付東江水水質變差的情況，主要措施包括：
- 在木湖抽水站若發現現在接收的東江水水質變差，便立即提升各項監控水質的措施。
- 如有需要，會在木湖抽水站排放所有接收的東江水。
- 與粵方保持聯絡，減少或暫停東江水輸港，並向粵方索取水質變差的詳細資料以便制定下一步的應變行動。
- 將供應本港各濾水廠的原水改由本地水源供給。現行協議包括1989年供水協議和1998年貸款協議。

2006年以來，東江中上游在廣泛種植尾葉桉，為造紙業提供原材料。種植桉樹前需放火煉山，而桉樹生長迅速，消耗大量水份，林高樹密，林下草灌難以生長，每3至5年砍伐一次，又要再放火燒山，大量原生森林因此被毀，導致大量物種滅絕，生態破壞嚴重。而燒山令水土不斷流失，淤積儲水庫及嚴重污染水質，若情況繼續，東江水源很可能遭遇斷流危機。
现时东江水质及水源地保护在中国环保意识加强及府重视下已有改善。中国政府从上游污染源头开始管控，打击排放污水、丢弃垃圾等污染行为。同时，中国亦就此设立严格的河长负责制度，单是惠州就共有1397名各级河长。

## 香港供水情況
由於香港人口增長較預期少、香港工業北移及香港人開始節約用水，近年來東江供水有過量之嫌。基於合約規定，現時香港每年必須購買最少約8億立方米東江水，耗香港政府公帑逾24億元。在部分降雨多的年分，曾出現水塘滿溢的情況，在1998年至2003年期間已把約值30億港元的東江水排入大海，更引發傳媒大幅報導，稱此舉為「倒錢下海」。2005年，香港各水塘總存水量為5.54億立方米，佔總容量94.64%。而於同年，因水塘滿溢而要排出大海的淡水達1.09億立方米，如以當時東江水價計算，即逾3億元。政府當時表示希望能夠跟粵方達成新的供水協議，考慮彈性供水的安排，以避免庫房不必要的流失。
就香港購買東江水的價格，及多次加價引起爭議，有評論指廣東當局開天索價，香港政府態度表現軟弱。根據中國大陸《瞭望東方周刊》2011年底的報道，香港2012年購買東江水約每立方米4.32元，比供給東莞的東江水價格0.5元、深圳的價格0.96元高出4-9倍。但考虑到对水源地的补偿，水质保护，输水管道维护因素，因而香港供水成本较高。同時反映出廣東當局在對香港供應東江水上與其他內地省市存在差別待遇的問題，使香港購買東江水的成本十分高。

## 河源地區經濟情況
河源市位於東江中上游，市區87%面積屬東江流域，長約254公里，佔東江的總長度超過45%。而該段東江水質的質素，對東江流域沿岸和下游的用水安全有密切關係，影響包括東莞、惠州、廣州、深圳及香港地區的2,000多萬名居民。由於河源市有責任保護水源清潔，因此該市在工業、旅遊及林業等均受到限制，令河源市的經濟發展受到一定的侷限。香港思汇政策研究所刘素表示，香港从东江获益，饮水思源，有责任有义务“反哺”水源地，尤其是经济欠缺发达地区。
2006年2月，河源市6名人大代表向廣東省第十屆人民代表大會第四次會議，提交「關於將河源新豐江水庫至深圳東莞及香港等地區管道供水工程列入省『十一五』規劃重點建設項目」的建議書。建議書提及發展河源市的新豐江水庫，直接供水到東莞、深圳及香港等地區，充份利用河源市的水資源，以促進河源經濟的發展。河源市的代表又指出，新豐江水庫鄰近的居民為東江的水資源，付出了重大的犧牲及代價，自水庫建成以來，仍有20多萬人生活於貧窮線之下。因此，他們十分希望該地的經濟能儘快有所改善。
2008年香港開始海水化淡的計劃，除了減輕廣東省河源地區的供水壓力，可將更多珍貴水源留給當地居民，對河源及鄰近取用東江水的廣東省城市都是助益。

## 机构设置
- 广东省东江-深圳供水工程管理局隶属于广东省水利电力厅，负责具体经营管理。
- 1980年6月在香港注册成立，1981年1月正式开业的粤海集团，是广东省政府在境外创办的第一家“窗口公司”。亚洲金融危机下，粤海集团发生支付危机。1999年1月，粤海集团宣布债务重组，并委托高盛亚洲为财务顾问。2000年1月31日广东省政府决定把东深供水项目注入粤海进行重组，改制为广东粤海控股集团有限公司。下属子公司广东粤港供水有限公司负责原水供应。2000年12月22日，广东省政府、粤海集团与债权人宣布达成债务重组协定，其中最重要的是由东深供水专项（粤港控股持有该专项99%股权）的现金流所担保的新债务及股本证券。
- 深圳市公安局东深分局：负责调查和处理在东深供水工程管理和保护范围内危害东深供水工程安全或者污染

## 外部連結
- 香港水務署--東江水水質監察數據
- 香港立法會 - 東江水輸港概況 （页面存档备份，存于）